# Кривцов Сергій Іванович

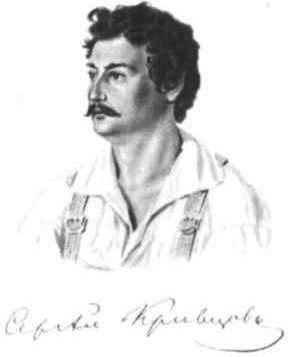
Кривцов Сергій Іванович. 1828рік. Акварель Бестужева М. О. Автограф Кривцова.

Сергі́й Іва́нович Кривцо́в (1802 — 5 травня 1864) — підпоручик лейб-гвардії Кінній артилерії, декабрист, член  петербурзького осередку  Південного товариства.

## Біографія
З  дворян  Орловської губернії. Батько — Болховский поміщик, колезький асесор Іван Васильович Кривцов, мати — Віра Іванівна Карпова. Виховувався в Московському університетському пансіоні, потім у  Швейцарії в землеробському інституті Фелленберга. У службу вступив в 1821 році юнкером у лейб-гвардії Кінну артилерію. У 1824 році — підпоручик лейб-гвардії Кінної артилерії.
Член петербурзького осередка Південного товариства (з березня 1824 року), можливо прийнятий  Пестелем, брав участь у роботі  Північного товариства. 10 жовтня 1825 року виїхав з Петербурга у відпустку.
Заарештований у Воронежі 14 січня 1826 року, доставлений до Петербурга і ув'язнений у  Петропавловську фортецю. Засуджений за VII розрядом на каторжні роботи на 2 роки. Указом від 22 серпня 1826 року термін каторги скорочений до одного року, а потім звернутий на поселення в Сибіру. В'язень  Читинського острогу (квітень 1827 — травень 1828). Жив на поселенні в Туруханську і Мінусінську, звідки в серпні 1831 року переведений рядовим в Кавказ рядовим в 44-й Єгерський полк, а потім у 20-у артилерійську бригаду. За мужність в боях нагороджений відзнакою Військового ордена. Вийшов у відставку прапорщиком в 1839 році.
Восени 1837 року в  Ставрополі познайомився з  Лермонтовим.
Помер у своєму маєтку, селі Тимофіївському Болховского повіту  Орловської губернії.